# Joaquim Dos Santos

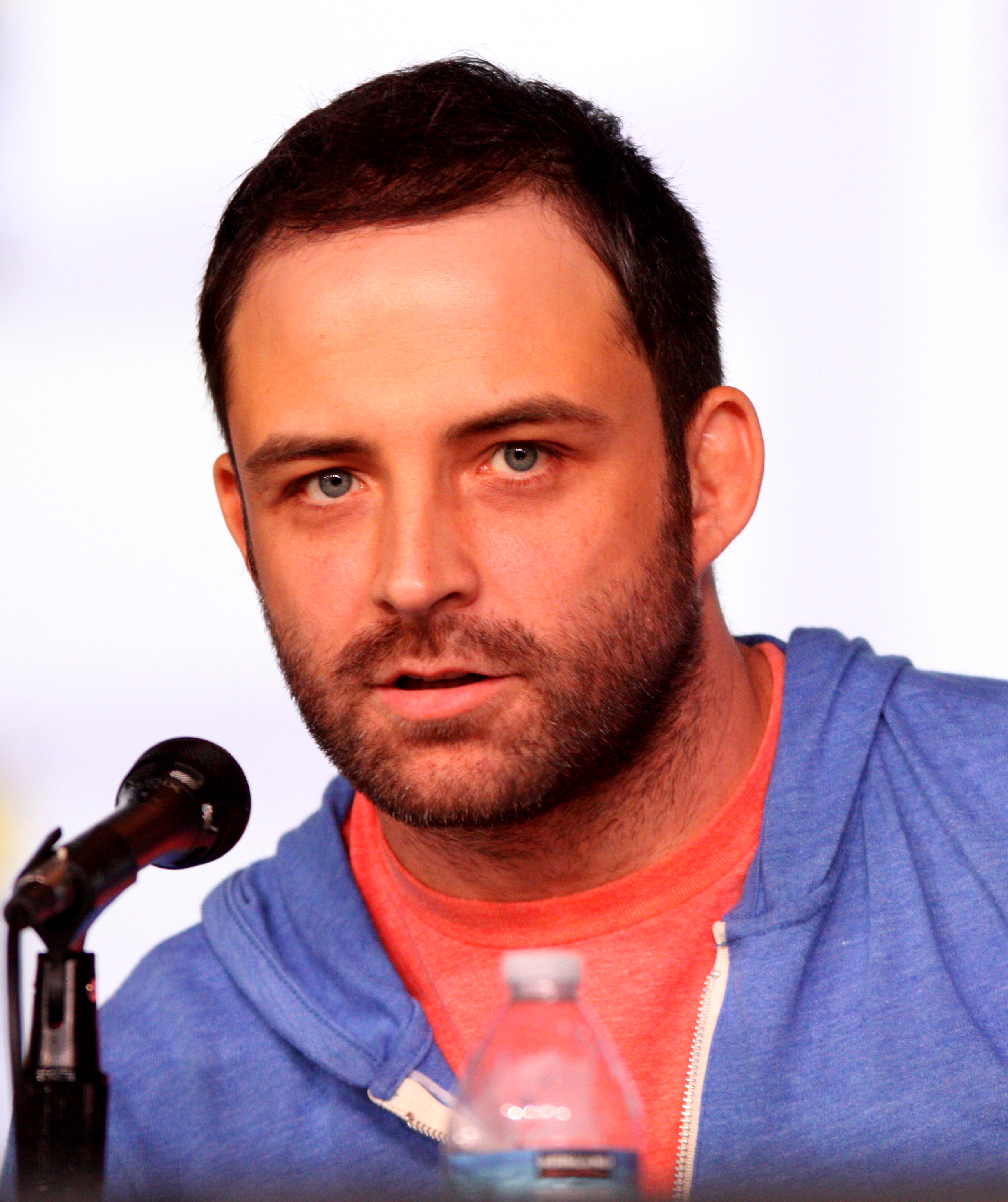
Joaquim Dos Santos em 2012.

Joaquim Aranha dos Santos (Portugal, 22 de junho de 1977 ) é um diretor de séries animadas de televisão luso-americano, conhecido pelo seu trabalho em Liga da Justiça Sem Limites, Avatar: A Lenda de Aang, A Lenda de Korra e Voltron: O Defensor Lendário. Colaborou como artista de storyboarding na concepção de Liga da Justiça antes de ser promovido durante a terceira temporada do programa. Dirigiu metade dos episódios de Liga da Justiça Sem Limites, conjuntamente com o diretor Dan Riba, incluindo o episódio final "Destroyer". Juntou-se à equipe de Avatar: A Lenda de Aang a partir da metade da segunda temporada do programa como um artista de storyboarding, e começou a dirigir episódios na terceira temporada, includindo as últimas duas partes do episódio final, O Cometa de Sozin, de quatro partes.
Santos também dirigiu a mini-série G.I. Joe: Resolute. Concluído o projeto, voltou a trabalhar para a Warner Bros. Animation, em que dirigiu dois filmes curtos da DC: The Spectre (acompanhando o filme Justice League: Crisis on Two Earths, lançado diretamente para filme) e Jonah Hex (com Batman: Under the Red Hood). Trabalhou igualmente como produtor executivo e dividiu com Lauren Montgomery a chefia da série animada Voltron: Legendary Defender. Joaquim dos Santos está atualmente contratado para dirigir a sequência de Spider-Man: Into the Spider-Verse, Spider-Man: Across the Spider-Verse (Part One).